# Alfons Koziełł-Poklewski
Alfons Koziełł-Poklewski (ros. Альфонс Фомич Поклевский-Козелл; ur. w 1809 w majątku Bykowszczyzna koło Lepla (powiat lepelski) w guberni witebskiej, zm. 28 sierpnia 1890 w swym majątku Bykowszczyzna a pochowany został w Woronowszczyźnie – polski przemysłowiec, działacz społeczny, rzeczywisty radca stanu, jeden z najbogatszych przedsiębiorców na Syberii w XIX wieku. Po śmierci Poklewskiego jego majątek wyceniano na 1,6 mln rubli.  

## Życiorys
Edukację rozpoczął w szkole powiatowej w Uszaczu, a następnie kontynuował ją w kolegium pijarskim w Połocku, studiował na Cesarskim Uniwersytecie Wileńskim do czasu zamknięcia tej uczelni przez władze carskie w następstwie powstania listopadowego w 1831 roku, następnie przyjął posadę urzędnika w Sankt Petersburgu. w Petersburgu. Początkowo jako szlachcic w kontroli państwowej do spraw Departamentu Raportów Moskiewskich, a później zostaje przeniesiony do Astrachańskiej Izby Skarbowej. Jego sumienność i pracowitość zwróciła na niego uwagę księcia Piotra Gorczakowa (generał-gubematora Syberii Zachodniej), który ściągnął go w roku 1839 na Syberię i powierzył stanowisko w Wydziale Ekonomicznym Głównego Zarządu Syberii Zachodniej.
Sprawował on tam nadzór nad zaopatrzeniem armii rosyjskiej w całej zachodniej Syberii i był asesorem do spraw handlu produktami monopolowymi, a od 1843 głównym urzędnikiem do spraw produktów monopolowych zachodniej Syberii. Nagrodzony orderem św. Stanisława trzeciego stopnia.
Jeszcze pełniąc służbę urzędniczą rozpoczął prywatną działalność gospodarczą (za pozwoleniem księcia Gorczakowa), uruchamiając regularną żeglugę po Obie i Irtyszu, pierwszą żeglugę tego typu w zachodniej Syberii. W 1845 roku (według innych źródeł w 1846) kupił i uruchomił pierwszy parowiec, wyposażając go w nowoczesny silnik sprowadzony ze Szwecji. W roku 1860 posiadał trzy parostatki oraz liczne barki do transportu towarów. Żegluga obsługiwała głównie transport państwowych produktów monopolowych (alkoholu, soli, tytoniu), których dystrybucja podlegała Koziełł-Poklewskiemu. W 1851 roku w związku z mianowaniem gubernatorem Syberii Zachodniej Gustawa Hasforda podał się do dymisji, całkowicie poświęcając się handlowi i budowaniu fabryk oraz kopalń. Głównym źródłem jego bogactwa stało się pośrednictwo i produkcja na potrzeby zaopatrzenia armii (zwłaszcza w zboże i mąkę) i pośrednictwo w dostawach dla wojska, a także handel produktami monopolowymi, w tym zwłaszcza produkcja i handel alkoholem.. W roku 1868 zakończył swą działalność przewozową i skupił się na przemyśle gorzelnianym. Praktycznie zmonopolizował produkcję i dystrybucję wódki w większości okręgów zachodniej Syberii i w gubern i permskim, będąc dzierżawcą (od połowy lat 40-tych XIX wieku), a od 1860 właścicielem większości większych gorzelni, które produkowały do 1 000 000 wiader wódki rocznie. . Często określany mianem „wódczanego króla Uralu” jego szynki były zlokalizowane od Wiernego (dziś Ałmaty) do północnego Uralu, produkował też znaczne ilości drożdży piwowarskich, piwa, wina i innych napojów alkoholowych. Duże ilości alkoholu sprzedawał do Petersburga i Rosji europejskiej.
Otworzył pierwszą w Rosji fabrykę fosforu, uruchomił fabrykę kwasu siarkowego na Uralu, a w okolicach Tomska dwie fabryki szkła (dającą 50% produkcji szyb i naczyń w zachodniej Syberii), fabrykę porcelany, dziewięć fabryk żelaznych i kilka kopalń, m.in. złota i srebra. W okresie 1878–1882 dzierżawił jedną z największych w Rosji kopalń szmaragdów na Uralu. W tym czasie był największym prywatnym przedsiębiorcą górniczym na Uralu. Zbudował także w 1866 nowoczesny, wielki młyn parowy produkujący 1150 ton rocznie, stając się największym producentem produktów mącznych w zachodniej Syberii. Był jednym z głównych akcjonariuszy budowy linii kolejowej Tiumeń – Jekaterynburg. W 1872 roku razem z przemysłowcem Astaszynem założył w Jekaterynburgu Syberyjski Bank Handlowy, który później przeniósł do Petersburga. Rozwinął sieć sklepów i magazynów, zwłaszcza szynków, ale także otworzył duże domy towarowe w Tobolsku i Tiumeniu (na dwóch krańcach drogi do Wschodniej Syberii). Rozbudował swoją flotyllę na Obie i Irtyszu do 3 parostatków i dziesiątków barek oraz łodzi wiosłowych, będąc do końca lat 50-tych liderem transportu na obu tych rzekach.
Posiadał 58 własnych domów w różnych miastach i w swoich majątkach m.in. w Jekaterynburgu, Omsku, Tiumeniu. Główną siedzibą i miejscem zamieszkania Koziełł-Poklewskiego było miasteczko Talica na Uralu. Mieszkał w nim wraz z żoną Anielą z Rymszów, z którą miał czworo dzieci: Alfonsa, Wincentego, Jana, Annę (późniejszą generałową Riesenkampf). 
Jego dzieło kontynuował syn Wincenty, znacznie powiększając dorobek rodzinny. W 1914 roku Poklewscy posiadali 10 zakładów metalurgicznych, 8 gorzelni i browarów, 2 huty szkła, 10 kopalń złota, fabrykę mebli oraz wiele innych drobniejszych zakładów. Rodzina Poklewskich opuściła Syberię w 1919 roku i powróciła do Polski.

## Działalność filantropijna
Koziełł-Poklewski przekazywał znaczne sumy na cele społeczne, zwłaszcza na rzecz licznej na Syberii społeczności Polaków. Założył kilkadziesiąt żłobków, szpitali, jadłodajni, szkół, m.in. bezpłatną jadłodajnię dla ubogich w Tobolsku w 1868, pomagającą głównie zesłańcom (w tym polskim z powstania styczniowego) i sierociniec w Omsku. Był głównym fundatorem kościołów katolickich w Tobolsku, Permie (1875), Tomsku, Jekaterynburgu (1884) i Omsku. Ufundował w 1890 prawosławną cerkiew we wsi Demarino koło Czelabińska. Przyjmował polskich zesłańców do swoich fabryk, wykupując ich od cięższych robót.